# HC Prospekta Praha
HC Prospekta Praha (celým názvem: Hockey Club Prospekta Praha) byl český klub ledního hokeje, který sídlil v Praze. Klub byl založen v roce 1995. Zanikl v roce 1999 sloučením s HC Moresta Praha do HK Mělník, který ovšem o sezónu později také zaniká. V sezóně 1997/98 se klub zúčastnil baráže o 2. ligu. V dvojzápase s klubem HC Nedvědice prvně podlehl 2:8, v tom druhém vyhrál 3:1. V letech 1995–1999 působil v Pražském krajském přeboru, čtvrté české nejvyšší soutěži ledního hokeje.

## Přehled ligové účasti
Stručný přehled
Zdroj: 
- 1995–1998: Krajský přebor - Praha (4. ligová úroveň v České republice)

Jednotlivé ročníky
Zdroj: 
Legenda: ZČ - základní část, červené podbarvení - sestup, zelené podbarvení - postup, fialové podbarvení - reorganizace, změna skupiny či soutěže
| Česko (1995 – 1998) |                        |           |          |                                       |          |
| Sezóny              | Soutěž                 | Úroveň    | ZČ       | Play-off, nadstavba, sk. o udržení... | Poznámky |
| 1995/96             | Krajský přebor - Praha | 4. úroveň | 4. místo |                                       |          |
| 1996/97             | Krajský přebor - Praha | 4. úroveň | 3. místo |                                       |          |
| 1997/98             | Krajský přebor - Praha | 4. úroveň | 1. místo | Baráž o 2. ligu (prohra)              |          |
| 1998/99             | Krajský přebor - Praha | 4. úroveň | 2. místo | Finálová skupina (2. místo)           |          |